# 平塚正幸
平塚 正幸（ひらつか まさゆき、1982年〈昭和57年〉1月1日 - ）は、日本の社会活動家。別名義はさゆふらっとまうんど（英語: Sayu flatmound）。元「オールジャパン平和と共生」運営委員、政治団体「国民主権党（こくみんしゅけんとう）」元党首。
2019年以降の新型コロナウイルス感染症（COVID-19）の流行時、新型コロナ政策に主張を絞り、「クラスターフェス」「ノーマスクコールセンター」などの反ワクチン・反マスク活動を行った。

## 来歴
千葉出身。明治大学法学部を中退後、2014年1月から社会活動家YouTuberとして活動を始める。なお2022年7月時点で約100個のYouTubeアカウントが利用規約違反で削除されている。
2019年7月21日投開票の第25回参議院議員通常選挙に、NHKから国民を守る党公認候補ながら、同党を批判する立場で千葉県選挙区から立候補。定数3のところに6人が出馬していたが、89,941票で第5位となり落選した。
2020年2月2日に国民主権党を設立し、同年7月5日、立候補者数歴代最多となる22人が立候補した東京都知事選挙に同党より立候補。「コロナはただの風邪、対策する必要なし」と主張したが、立候補者22人中12番目の得票数で落選した。
2021年3月に実施された千葉県知事選にも出馬し、「ワクチンとマスクは危険」「コロナはただの風邪、感染対策は必要ない」と主張したが、立候補者数8人中5位となり落選した。
2024年1月17日、国民主権党の解散を届け出た。解散日は2023年末日としている。

## 主張・活動

### 新型コロナウイルス感染症
- 新型コロナウイルス感染症（COVID-19）について「コロナ騒動は、政府が指揮し、メディアが作り出したもの」「PCR検査ではパパイヤでも反応する」「マスクやワクチンは危険」などとYouTube等で繰り返し主張している[28][11][17][29][16]。

- 2020年、毎週末にJR渋谷駅前で感染症対策への抗議活動としてマスク無着用、ソーシャルディスタンス無しの「クラスターフェス」と呼ばれる音楽イベントを主催していた[28][30][31][32][33]。同年8月9日には「クラスターフェス」終了後に、支持者とともにマスク無着用のまま山手線を1周する様子をYouTubeにアップロード[34][11]。翌日には11万回以上の動画再生がされるも6,500件もの低評価を記録している[34]。

- 2020年、マスク着用ルールのあるユニクロにマスク不着用で入店し、追い出される様子をYouTubeで公開した[11]。東京都知事選の期間中には、政見放送の収録で訪れたTOKYO MXの受付でマスク不着用のため断られ、テレビ局前で抗議の選挙運動を行った[11]。

- 2021年3月、千葉県知事選では、ポスターや政見放送で「マスクやワクチンの危険性」を主張し、街頭演説にはトランプ前大統領の旗を持つ人も見られた[29][35]。ポスター等に対し県選挙管理委員会には100件を超える苦情が寄せられたが、「メディアに洗脳されているだけ。製薬企業と癒着した人たち、ワクチンの利権」と反論した[29][35]。

- 2021年6月、子どもたちにマスクの着用をさせないことを目指す「ノーマスクコールセンター」という活動を始めた[9][36]。この活動は、保護者の代わりに学校や教育委員会などに抗議の電話を入れるものであり、2022年12月時点で全国から300件を超える依頼があった[9][37]。また、抗議のやりとりや応対した相手の名前などは、国民主権党のサイトで共有された[9][36]。

### 公共放送
NHKから国民を守る党の公認候補者として参議院選挙に出馬した際には、政見放送で同党の目的は公共放送の破壊だとして「N国党には絶対に投票しないでください」と呼びかけ、公共放送の必要性を主張した。

## 騒動
- 2020年12月23日に日本医師会館（日本医師会事務局）構内で「コロナはただの風邪だ」などと抗議活動を行い居座ったとして、建造物不退去の現行犯で警視庁に逮捕された[39][40]。

- 2021年5-6月、平塚正幸を名乗るTwitterアカウントが、COVID-19ワクチンを保管する冷蔵庫の「プラグを抜こう」とハッシュタグを付けてSNSで呼びかけ、直接関連は不詳ながら、同時期には冷蔵庫のプラグ抜けによりワクチンが廃棄されるケースが全国で相次いだ[41][42][43][9][44][45][46]。平塚は時事通信社の取材に対し、「アカウントが私のものか言う必要はない。投稿を見たことはある」と話している[43]。

## 過去の選挙結果
| 当落 | 選挙             | 執行日        | 年齢 | 選挙区       | 政党                | 得票数       | 得票率 | 定数 | 得票順位 /候補者数 | 政党内比例順位 /政党当選者数 |
| ---- | ---------------- | ------------- | ---- | ------------ | ------------------- | ------------ | ------ | ---- | ------------------ | ---------------------------- |
| 落   | 第25回参議院選挙 | 2019年7月21日 | 37   | 千葉県選挙区 | NHKから国民を守る党 | 8万9941票    | 3.93%  | 3    | 5/6                | /                            |
| 落   | 東京都知事選挙   | 2020年7月5日  | 38   | ――           | 国民主権党          | 8997票       | 0.15%  | 1    | 12/22              | /                            |
| 落   | 千葉県知事選挙   | 2021年3月21日 | 39   | ――           | 国民主権党          | 19,372.920票 | 0.97%  | 1    | 5/8                | /                            |